# Oh Sangwon
Oh Sangwon (Hangul: 오상원) fue un escritor y periodista surcoreano.

## Biografía
Oh Sangwon nació el 27 de enero de 1930 en Sonchon, provincia de Pyeongan del Norte, actual Corea del Norte. Se graduó en la Universidad Nacional de Seúl en Francés y trabajó como escritor editorial para Dong-a Ilbo. Falleció en 1985.
En 1953, su obra de teatro Esquirlas corroídas (Nokseuneun papyeon) ganó el concurso de la Asociación para el Nuevo Teatro (Singeuk hyeobuihoue). Debutó como escritor en 1955 cuando su relato "La prórroga"(Yuye) se publicó en el periódico Hankook Ilbo.

## Obra
El conductismo y el existencialismo francés que conoció en la universidad influenciaron en buena medida la imaginación literaria de Oh Sangwon. Sus obras son testigo del caos político que siguió a la liberación y de la tragedia de la guerra de Corea a través de personajes que critican la realidad. "La traición" (Moban), una historia que le hizo ganar el premio literario Dong-in en 1958, trata de un terrorista que debe escoger entre su conciencia y la lealtad a su organización política. "La prórroga" presenta el estudio psicológico de un soldado cautivo mientras intenta salvar la vida de otro hombre y espera la ejecución. El soldado puede ser el prototipo del superhombre, el hombre conductista que elige la opción humanista cuando se enfrenta a su propia muerte. Los relatos "Periodo" (Pirieodeu), "Realidad" (Hyeonsil) y "Desprecio" (Momyeol) exploran el tema de la guerra de Corea.
En la década de los setenta se empezó a centrar más en el periodismo, trabajó como periodista y editor para el Dong-a Ilbo. Durante este periodo publicó fábulas satíricas de sucesos contemporáneos. Fábulas políticas y sociales como "El viejo zorro" (Neulgeun yeou), "La muela del rey" (Imgeumnimui eogeumni) y "Los ojos del conejo" (Tokkiui nun) están recopiladas en Las fábulas de Oh Sangwon (Oh Sangwon uhwa). En los años ochenta publicó una serie de historias cortas autobiográficas como "La montaña" (San) y "El pasado que se superpone" (Gyeopchin gwageo). Murió el 3 de diciembre de 1985.

## Obras traducidas (lista parcial)
Novelas
- Registros en papeles blancos (1958)

Relatos cortos
- La traición
- La prórroga
- Periodo
- Realidad
- Desprecio
- La montaña
- El pasado que se superpone

Fábulas
- Fábulas de Oh Sanwon

## Premios
- Premio literario Dong-in (1958)[2]